# Bolesław Stachow
Bolesław Stachow (ur. 10 października 1940 w Grzymałowie na Podolu) – polski artysta fotograf, teoretyk fotografii. Członek rzeczywisty Okręgu Śląskiego Związku Polskich Artystów Fotografików. Członek założyciel Raciborskiego Towarzystwa Fotograficznego.

## Życiorys
Bolesław Stachow związany ze śląskim środowiskiem fotograficznym – od 1962 roku mieszka, pracuje, tworzy i fotografuje w Raciborzu – fotografuje od 1964 roku. Jako instruktor fotografii i filmu pracował w Powiatowym Domu Kultury oraz Domu Kultury Dzieci i Młodzieży w Raciborzu. Jest absolwentem Wyższej Szkoły Pedagogicznej w Opolu oraz Studium Fotografii i Filmu w Warszawie. 
Bolesław Stachow jest autorem i współautorem wielu wystaw fotograficznych; indywidualnych i zbiorowych; w Polsce i za granicą. Jest autorem publikacji książkowych dotyczących teorii fotografii, autorem i współautorem zdjęć do wielu albumów fotograficznych, w zdecydowanej większości nawiązujących tematyką do Raciborza oraz jego okolic. Jako fotograf stale współpracuje z regionalnym czasopismem Dziennik Zachodni, publikował artykuły w kwartalniku Fotografia. 
W 1974 roku został przyjęty w poczet członków rzeczywistych Okręgu Śląskiego Związku Polskich Artystów Fotografików (legitymacja nr 413). W 2004 roku został laureatem nagrody Starosty Raciborskiego – w dziedzinie kultury. Biografie Bolesława Stachowa ukazały się m.in. w Międzynarodowej encyklopedii fotografów wydanej w Genewie (1985), Antologii fotografii polskiej (1999), almanachu Mistrzowie polskiego pejzażu (2000).

## Publikacje (albumy)
- Racibórz (2001)
- Ziemia Raciborska (2001)
- Poeta Ziemi Naszej (2004)
- Racibórz – cztery pory roku (2007)
- Obrazy z historii miasta Raciborza (2010)
- Racibórz – inspiracje (2010)

Źródło